# Fédération de recherche en mathématiques de Paris centre
La Fédération de recherche en mathématiques de Paris centre est une structure de recherche en mathématiques et informatique théorique rattachée à l'Institut national des sciences mathématiques et de leurs interactions du CNRS (Fédération de recherche 2830). Elle fut créée le 1er janvier 2005 pour succéder à l'Institut fédératif de recherche en mathématiques et informatique. Elle accueille l'École doctorale de sciences mathématiques de Paris centre et gère les Bibliothèques de Mathématiques-Informatique Recherche de Paris. Elle est membre de la Fondation sciences mathématiques de Paris.

## Membres
La Fédération regroupe les laboratoires de recherches de Paris rattachés à Sorbonne Université, l'université Paris-Diderot et au CNRS :
- L'Institut de mathématiques de Jussieu – Paris Rive Gauche : mathématiques fondamentales ;
- Le Laboratoire de Probabilités, Statistique et Modélisation : mathématiques fondamentales et appliques ;
- L'Institut de recherche en informatique fondamentale : informatique théorique.